# Reimund Gerhard
Reimund Gerhard (* 31. Mai 1952 in Heidelberg) ist ein deutscher Physiker und Hochschullehrer.

## Leben
Reimund Gerhard ist ein Ururenkel des Rechtskonsulenten Moritz Kallmann (1815–1873; Gemeinderat der Jüdischen Gemeinde Heilbronn), ein Enkel des Papyrologen Gustav Adolf Gerhard (1878–1918) und Bruder der Kirchenmusikerin Wiltrud Fuchs (* 1945), des Musikwissenschaftlers Anselm Gerhard (* 1958) und des Palliativmediziners Christoph Gerhard (* 1961).
Er besuchte Grundschulen in Heidelberg, Tauberbischofsheim und Kiel sowie die Kieler Gelehrtenschule und das Mannheimer Karl-Friedrich-Gymnasium, das
er 1971 mit dem Abitur abschloss. Nach dem Grundwehrdienst als 2. Flötist beim Heeresmusikkorps 12 in Veitshöchheim studierte er ab 1972 Mathematik und Physik an der Technischen Hochschule Darmstadt. 1978 erhielt er das Physik-Diplom und ging für ein Jahr als Forschungsstudent nach St-Jean, Québec, Kanada zu dem Physiker Martin M. Perlman (1930–2013). Von 1979 bis 2006 führte Reimund Gerhard den Doppelnamen Gerhard-Multhaupt.
Von 1980 bis 1984 promovierte er bei Gerhard Sessler (* 1931) im Fachgebiet Elektroakustik der TH Darmstadt mit einer Arbeit über Ladungs- und Polarisationserscheinungen in
Hochpolymer-Elektretfolien zum Dr.-Ing. Anschließend war Reimund Gerhard(-Multhaupt) von 1985 bis 1994 Wissenschaftlicher Mitarbeiter und Projektleiter am Heinrich-Hertz-Institut für Nachrichtentechnik Berlin in der von Gerhard Mahler (1931–2019) geleiteten Abteilung Bildendeinrichtungen. 1994 wurde er zum Universitätsprofessor für Sensorik und 1996 für Angewandte Physik kondensierter Materie an der neugegründeten Mathematisch-Naturwissenschaftlichen Fakultät der Universität Potsdam berufen.
Von 1997 bis 2000 war Reimund Gerhard geschäftsführender Direktor des Instituts für Physik (und Astronomie), von 2006 bis 2008 Pro-Dekan und von 2008 bis 2012 Dekan der Mathematisch-Naturwissenschaftlichen Fakultät. Von 2014 bis 2016 war er Senator seiner Universität. Gastaufenthalte und Gastprofessuren führten ihn an die Bell-Laboratorien in Murray Hill, New Jersey, USA (1981, 1982, 1983), die Tongji-Universität in Shanghai, China (1987 und 1989), die École Normale Supérieure (ENS) in Cachan, Frankreich (1995/96 und 2014/15), die Universidade de São Paulo (USP) in São Carlos, Brasilien (1999, 2005–06, 2012),
die École Supérieure de Physique et de Chimie Industrielles (ESPCI) in Paris, Frankreich (1999), die Hebräische Universität Jerusalem, Israel (2013), die Jiaotong-Universität Xi’an in Xi’an, China (2015, 2017, 2019) und die Chongqing-Universität, China (2018 und 2019). Von Januar 2018 bis Dezember 2019 war er Präsident der IEEE Dielectrics & Electrical Insulation Society.

## Forschungsprofil
Reimund Gerhard und seine Arbeitsgruppe an der Universität Potsdam befassen sich mit der Präparation, der umfassenden Untersuchung und der Anwendung von Elektreten. Derzeit stehen Ferro- oder Piezoelektrete (Polymerfolien mit elektrisch aufgeladenen Hohlräumen), ferroelektrische Polymere mit piezo- und pyroelektrischen Eigenschaften, Polymerkomposite mit neuartigen Eigenschaftskombinationen, die physikalischen Mechanismen der Dipolausrichtung und der Ladungsspeicherung, elektrisch deformierbare dielektrische Elastomere („Elektro-Elektrete“) sowie die Physik von Musikinstrumenten im Vordergrund seines Interesses.

## Auszeichnungen
- Stipendiat der Studienstiftung des deutschen Volkes (1974–1979)
- ITG-Preis der Informationstechnischen Gesellschaft im VDE (1988)
- Silbermedaille als Jungwissenschaftler der Stiftung Werner-von-Siemens-Ring (1989)[3]
- Fellow des Institute of Electrical and Electronics Engineers (IEEE) (1992)[4]
- Technologie-Transfer-Preis der Technologie-Stiftung Brandenburg (2001)
- Adalbert-Seifriz-Preis des Vereins Technologie-Transfer Handwerk (2001)[5]
- Fellow der American Physical Society (APS) (2011)[6][7]
- Whitehead Memorial Lecture der IEEE Conference on Electrical Insulation and Dielectric Phenomena (CEIDP)(2014)[8]
- Bernhard Gross Memorial Lecture, 16th International Symposium on Electrets, Leuven, Belgien (2017)[2]
- E. O. Forster Distinguished Service Award, IEEE Dielectrics and Electrical Insulation Society (2023)[9][10]